# 얀 슐라우드라프
얀 슐라우드라프 (Jan Schlaudraff, 1983년 7월 18일, 발트브뢸 ~) 은 독일의 전 축구 선수로, 주로 스트라이커로 활약했다.

## 클럽 경력
슐라우드라프는 보루시아 묀헨글라트바흐에서 프로 데뷔를 치렀고, 당시 주로 미드필더로 활약하였다. 2년 반의 시즌동안, 그는 2003년 2월 19일, 2-0으로 승리한 VfL 볼프스부르크전 1분 출전의 데뷔 이래, 불과 10경기 출장하였다.
슐라우드라프는 2005년 1월, 알레마니아 아헨으로 이적하여, 스트라이커로 전향하고, 팀의 주장이 되었다. 2005-06 시즌, 2 분데스리가에서, 그는 11골을 기록하여 팀이 40년 만에 1부리그 복귀를 성공시켰다.
슐라우드라프는 다음 시즌 부진을 겪고, 알레마니아는 1시즌만에 강등되었지만, FC 바이에른 뮌헨의 관심을 받았고, 그는 €1.2M에 계약하였다. 주전경쟁은 미로슬라프 클로제, 루카 토니, 루카스 포돌스키와 팽팽하였고, 오트마어 히츠펠트 감독은 슐라우드라프를 주로 몇몇 경기에서 교체용 공격형 미드필더로 출장시켰다.
슐라우드라프는 부진하게 시즌을 종료하였다. 바이에른은 리그 타이틀을 획득하였지만, 그는 8경기 출장하여, 친선경기에서만 10골을 기록하였다.
2008년 7월, 그는 하노버 96으로 이적하였다. 그는 그곳에서 공격수로 기용되었고, 2008년 9월 14일, 그는 보루시아 묀헨글라트바흐 전에서 2골을 기록하였고, 팀은 홈에서 5-1 승리를 거두었다.
2011년 8월 18일, 슐라우드라프는 세비야 FC와의 UEFA 유로파리그 2011-12 플레이오프 예선에서 2골을 기록하였고, 팀은 경기에서 2-1로 승리, 합계 3-2로, 유로파리그 본선에 진출하였다.

## 국가대표팀 경력
알레마니아에서의 활약을 인정받은 슐라우드라프는 2006년 10월 조지아와의 친선 경기와 슬로바키아와의 UEFA 유로 2008 예선전 경기를 앞둔 독일 대표팀에 차출되었다.

## 수상
- 푸스볼-분데스리가: 2007-08
- DFB-포칼: 2007-08
- 리가포칼: 2007